# 四衛拉特
四衛拉特（羅馬化：Dörben Oirad，托忒文：ᡑᡈᠷᡋᡉᠨ ᡆᡅᠷᠠᡑ，也音译作都尔本·卫拉特），是人們對說西蒙古語的部落聯盟的稱呼，其族群以瓦剌為主，所谓“卫拉特”即“瓦剌”的复数-“众瓦剌”。大致由绰罗斯、杜尔伯特、土尔扈特和和硕特四部组成，还包括辉特等小部落。

## 源流
成吉思汗時瓦剌是生活在西伯利亞的森林民族“林中百姓”，他們在1207年歸附成吉思汗，並在蒙古帝國發揮重要作用。
北元滅亡，也速迭儿在卫拉特人的支持下成为蒙古大汗，後烏格齊哈什哈成為衛拉特（瓦剌人眾）的頭領，同時衛拉特人開始挑戰額勒伯克尼古埒蘇克齊汗的統治。在他死後，衛拉特被三位頭領馬哈木、太平和把禿孛羅分治，三位首領一度歸順明朝，明成祖封馬哈木為順寧王、太平為賢義王、把禿孛羅為安樂王。
卫拉特一向称「都尔本·卫拉特」，即由四个部分组成，但不同史料记载的组成不同。《蒙古源流》中作厄鲁特、巴噶图特、辉特、奇喇古特；罗卜藏丹津《黄金史》作卫拉特、额鲁特、巴噶图特、辉特；噶班沙拉勃《四卫拉特史》则分为四组：①额鲁特、②辉特、巴噶图特、③巴尔虎、布里亚特、④杜尔伯特、准噶尔、和硕特、土尔扈特；此外还有其他说法，不同时期甚至包括蒙古本部及乞儿吉思。根据帕拉斯、施密特、岡田英弘和乌兰等东西方蒙古历史学者的研究，由于草原上游牧部落的兼并、分化或消亡，卫拉特在不同时期包括不同的属部，四卫拉特仅为其统称。
1409年，明成祖要求完者帖木儿汗（本雅失里）接受他的宗主權，被蒙古本部拒绝，明軍因而远征漠北。1412年，明军的攻击迫使本雅失里向西逃離，後被衛拉特出身的綽羅斯部長馬哈木殺死。此后，衛拉特人擁戴阿里不哥的後裔答里巴、斡亦剌歹為蒙古大汗，但東部蒙古人在阿蘇特人阿魯台統治下拒絕接受新可汗，導致雙方戰爭不斷。明朝則積極干預，加劇了蒙古本部-衛拉特衝突。

## 極盛

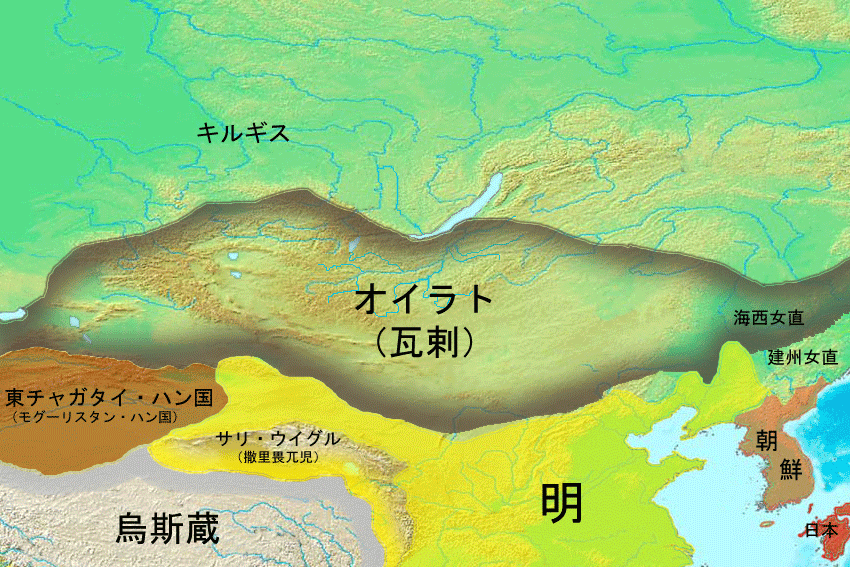
脱欢和也先父子领导下的瓦剌统一了整个蒙古高原，一度将蒙古本部（鞑靼）也纳入四卫拉特之中

1418年馬哈木死後，其子脫懽襲封順寧王之位，并兼并賢義王、安樂王，在1434年統一四衛拉特；1438年，脫歡攻殺擁立阿魯台的阿台汗，立元順帝後裔脱脱不花為大汗，自任為丞相，進一步控制了東部蒙古，次年去世，其子也先繼位為拥有实权的太师。据托忒文史料记载，此时的瓦剌不但统一了蒙古诸部，而且将傀儡可汗脱脱不花的属部也划入四卫拉特，成为其之一部。
也先成為首領後經常襲擊東察合台汗國和哈密国，迫使他們接受自己的霸主地位。他還征服了內、外蒙古和女真人，此时瓦剌势力西接中亚，东达朝鲜半岛，达到极盛，1449年明朝的明英宗也一度被也先抓獲。也先覬覦蒙古可汗之位，在殺死大汗阿噶巴爾濟後自稱「大元天聖可汗」，建立汉式年号「添元」，但一年後瓦剌內亂，他也被部下阿剌知院暗殺。
當時衛拉特人集中生活在科布多附近和巴里坤，大致以额尔齐斯河作為西部邊界。

## 衰落
也先死後，蒙古诸部的統一結束，衛拉特各部也互相仇杀兼并。也先的一個兒子阿马桑赤（Amasanj，一说即阿失帖木儿）率部向西移動，掠奪哈密、蒙兀儿和烏茲別克人的土地。
1480年，滿都海哈屯攝政的蒙古本部逼使衛拉特西遷，1510年後達延汗統一了包括衛拉特的整個蒙古民族，衛拉特貴族也在名義上接受了蒙古大汗的宗主權，向其进贡。蒙古本部分为六万户之后，喀爾喀蒙古和一些漠南蒙古右翼的小王公仍不断襲擊四衛拉特，土默特的俺答汗在16世紀多次对卫拉特发动戰爭，和托辉特的阿拉坦汗更一度征服卫拉特人。
此时为后世所知的卫拉特四部逐渐形成，各部首领“各统所部，不相属”，但各部之间有一个松散的部落首领联盟组织，称之为“丘尔干”（盟），即定期的领主代表会议，作为调整各部首领之间矛盾、加强对本部人民统治以及抵御外侮的临时协调组织，“丘尔干”内还有大家公认的盟主，称之为“达尔加”（领袖）。从16世纪中期开始至17世纪初，一直是和硕特部首领担任“丘尔干”的“达尔加”，为四部联盟领袖，到17世纪30年代，准噶尔部势力崛起，取代了和硕特部成为四部联盟的盟主，并进而成为统治天山南北的强大政治势力。

## 覆亡
四衛拉特聯盟的崩潰始於土爾扈特部、杜爾伯特部和和碩特部成員從聯盟分裂出去；1628年，土爾扈特的首領和鄂爾勒克和一些杜爾伯特人、和碩特人從哈薩克草原的西遷，小玉茲的哈薩克人和諾蓋人試圖在阿斯特拉罕加以制止，但被土爾扈特人擊敗。土爾扈特人征服了裏海和曼格斯拉克半岛一帶的突厥民族，並在裏海以北草原成立自己的汗國卡爾梅克汗國，且是俄羅斯帝國良好的盟友。
與此同時，準噶爾部也於1635年建立準噶爾汗國，佔據新疆和臨近的中亞地區，開始大規模擴張。
和碩特的固始汗在1636年赴青海，並協助黄教的達賴喇嘛擊敗他的敵人红教势力，從此和硕特汗国留在青藏高原生活。
1640年，衛拉特和喀爾喀講和，形成一個聯盟，發行新的法典，即《喀尔喀·卫拉特法典》，在和碩特部带頭下衛拉特人接受了藏傳佛教，他們成了達賴和班禪喇嘛的主要捍衛者。在1648-49年和碩特僧人咱雅班第達發明新的托忒蒙古文。
不論它們的地理分佈，衛拉特之間仍保持相互緊密聯繫，也是內陸亞洲的一個重要政治力量直到1771年全部被清朝统治，準噶爾等部更在戰爭中被滅絕。
關於四衛拉特的結局，在準噶爾文獻中這樣記載：“車臣汗很善於預言。車臣汗在預測四衛拉特的前途時說，‘巴爾虎和布里亞特會成為俄羅斯人，輝特將會變成浩騰，我的同胞和碩特人會變成藏人和漢人，準噶爾將會吞併我。準噶爾將來是否變成漢族或浩騰，現在還說不清楚。”車臣汗即鄂齊爾圖汗，衛拉特的覆滅與該預言有某種相似之處。